# Diidrogeno disolfito di magnesio
Il bisolfito di magnesio è un sale acido, la cui formula molecolare è: Mg(HSO3)2. Viene principalmente utilizzato nella produzione enzimatica del Fruttosio.